# Vlagyimir Ivanovics Romaskin
Vlagyimir Ivanovics Romaskin (erza nyelven Йовлань Оло), orosz nyelven Влади́мир Ива́нович Рома́шкин) (Dubjonki járás, 1951. szeptember 6. – Szaranszk, 2002. augusztus 29.) erza folklórkutató, zenész, dokumentumfilmes, az erza, moksa, terjuhán és karatáj kulturális újjáéledés fontos szereplője, a Toorama együttes alapítója.

## Élete
1975-ben végzett a Szaranszki Zeneiskola karnagy és kórus szakán. 1980-tól a Kazanyi Konzervatóriumban tanult, és 1986-ban posztgraduális képzésben vett részt a MNIIJaLiE (Mordvinföldi Nyelvi, Irodalmi, Történeti és Gazdasági Tudományos Kutató Intézet) folklór és művészet aspirantúráján. 1980 és 1989 között folklórkutatóként dolgozott a Mordvin Nyelvi, Irodalmi és Történelmi Kutatóintézetben. 1986-ban jelent meg monográfiája a mordvin-karatáj hagyományos énekművészetről, amelyben a Tatár Autonóm Szovjet Szocialista Köztársaság falvaiban fellelhető karatáj folklórt írta le. Később forgatókönyvíró és filmkészítő lett, akinek a közreműködésével készültek a Karatau és Isztoki című dokumentumfilmek. Szintén ő készítette a Toorama együttesről az azonos című filmet. 1990-től haláláig zenei tárgyakat tanított Szaranszkban a Nemzeti Kulturális Iskolában.
Talán legjelentősebb műve a Toorama együttes megalapítása, amely erza, moksa és karatáj dalokat adott elő. Az együttes a Mordvinföldön élő különböző népcsoportok hagyományait dolgozta fel. Az együttesben fiai, Andrej és Vitalij is felléptek.

## Vlagyimir Romaskin Múzeum

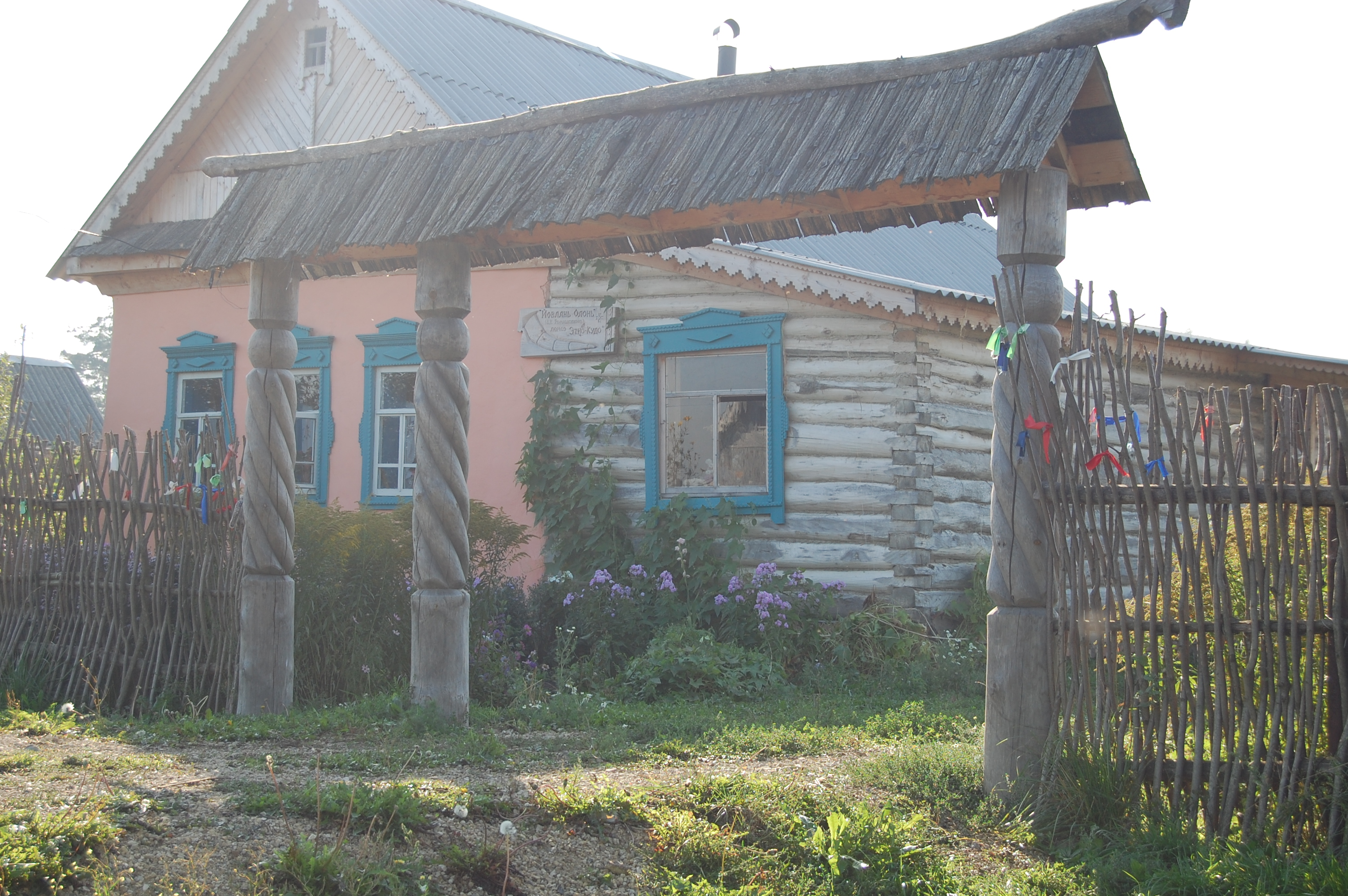

2006. szeptember 6-án nyílt meg Mordvinföld Kocskurovói járásában a Romaskin emlékére létrehozott "Ethno-Kudo" nevű múzeum. Romaskin 1989-ben vásárolta meg a házat Podlesznaja Tavla faluban. Fiatalon szeretett bele a faluba, az ott lakó emberekbe és a természeti környezetbe, ismert folkloristaként pedig az volt az álma, hogy a faluban, az erza fafaragás központjában egy etnoturisztikai útvonal jön létre. A hagyományból, hogy Romaskin születésnapján régi erza és moksa dalokat énekelnek, egy évente megtartott folklórfesztivál született.

## Fordítás
Ez a szócikk részben vagy egészben  a   Vladimir Romashkin című angol Wikipédia-szócikk ezen változatának fordításán alapul.  Az eredeti cikk szerkesztőit annak laptörténete sorolja fel. Ez a jelzés csupán a megfogalmazás eredetét és a szerzői jogokat jelzi, nem szolgál a cikkben szereplő információk forrásmegjelöléseként.